# Forts des halles

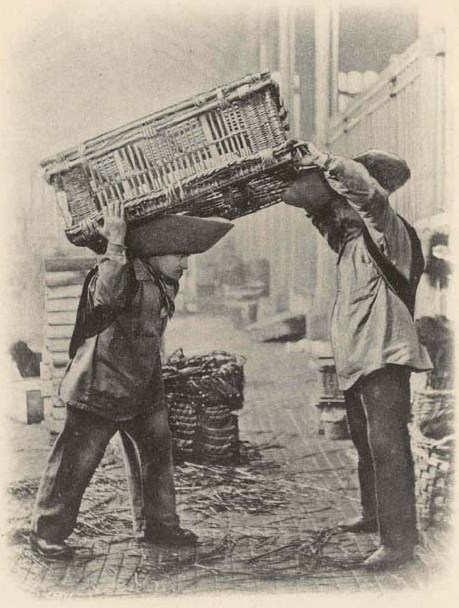
Forts des Halles de París

Los Forts des Halles (fort significa fuerte en español) era el nombre de los estibadores encargados de transportar las mercancías desde el exterior al interior de los pabellones de las antiguos mercados (Halles) de París. Este famoso mercado estaba situado en el centro de París y Émile Zola lo llamó el vientre de París en su célebre novela de 1853.
Los Forts des Halles eran fácilmente identificables gracias a sus amplios sombreros llamados coltin equipados con un disco de plomo que les permitía soportar cargas pesadas sobre la cabeza.
Los Forts constituían de hecho un gremio muy famoso en la capital creado durante el reino de Luis IX. Fueron considerados como una especie de aristocracia de las Halles. Una tradición parisina quiso que llevaran el muguete al presidente de la República en el Palacio del Elíseo la mañana de cada 1 de mayo (fiesta del trabajo).
En Francia se considera a los Forts por lo general, como los creadores en pleno siglo XIX de la famosa camiseta de tirantes o camisilla, una prenda revolucionaria que deja los hombros al aire y que será la semilla de una camiseta que será famosa en todo el mundo.
- Datos: Q3078529
- Multimedia: Forts des Halles / Q3078529